# 科拉灣 (南設得蘭群島)

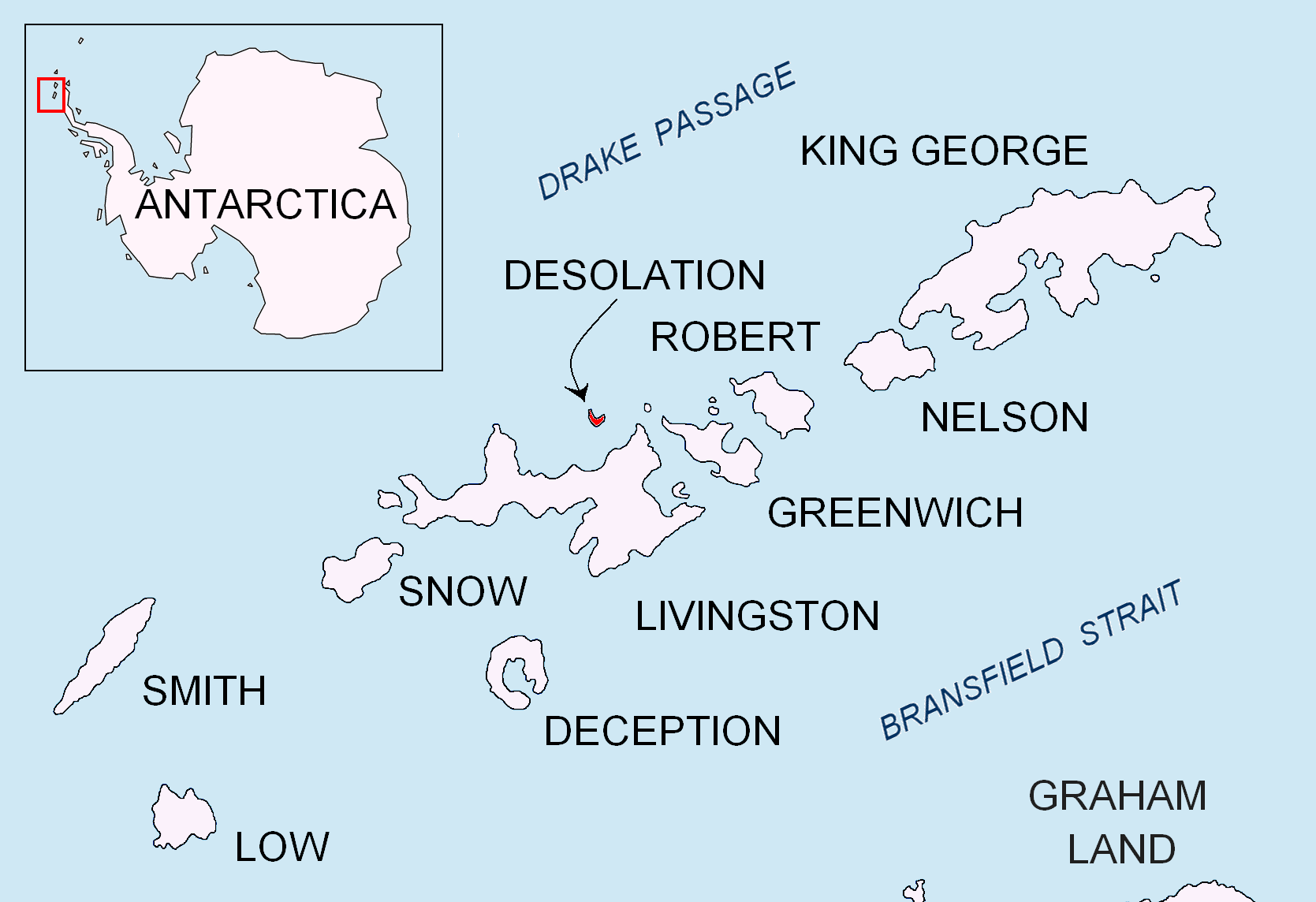

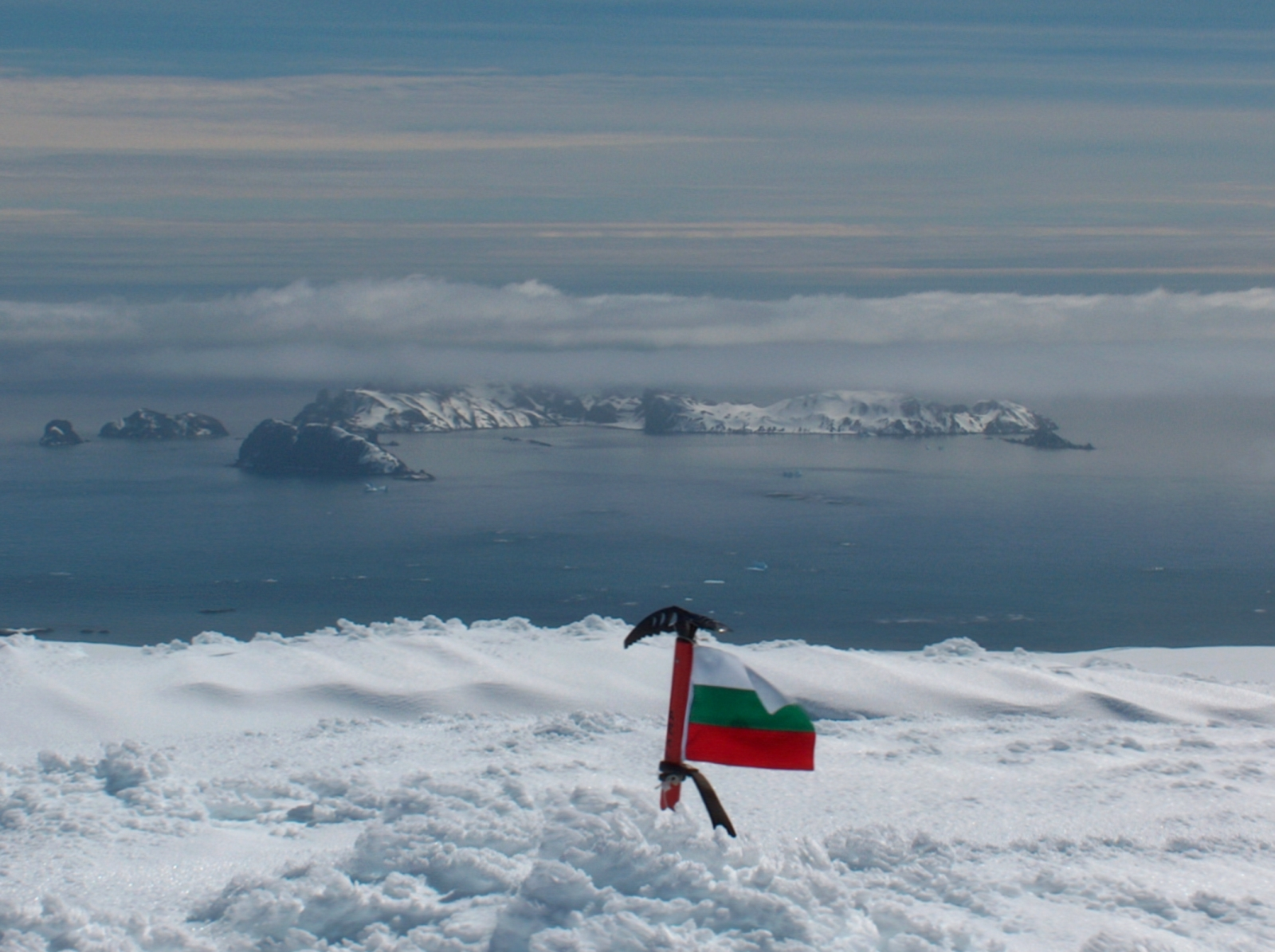

科拉灣（英語：Cora Cove），是南極洲的海灣，位於南設得蘭群島的德瑟萊申島東南岸，處於伊拉塔伊斯角東北面0.83公里、危險岬東南面2.92公里和威廉斯角西南面10.13公里，屬於布萊斯灣的一部分，長0.59公里、寬0.75公里，現時由南極條約體系管理。